# Rehobeth (Alabama)
Rehobeth – miasto w Stanach Zjednoczonych, w stanie Alabama, w hrabstwie Houston. W roku 2023 miasto zamieszkiwało 2013 osób, a gęstość zaludnienia wynosiła 124,3 osoby/km².